# الخرابة (الصافية)

تعديل مصدري - تعديل

الخرابة محلة تابعة لقرية الصافية، التابعة لعزلة بني على بمديرية حزم العدين إحدى مديريات محافظة إب في الجمهورية اليمنية، بلغ تعداد سكانها 133 حسب تعداد اليمن لعام 2004.